# Cuphea repens
Cuphea repens é uma espécie das margens de lagos e brejos no estado de São Paulo.
É considera extinta, porque foi observada pela última vez em 1948.